# Michael Signer
Michael A. Signer (ur. 1945, zm. 10 stycznia 2009) – amerykański rabin, historyk, teolog, filozof i biblista, orędownik dialogu chrześcijańsko-żydowskiego.

## Życiorys
Urodził się w rodzinie żydowskiej. W 1966 ukończył studia na Uniwersytecie Kalifornijskim. W 1970 uzyskał tytuł magistra i ordynację rabinacką w Hebrew Union College-Jewish Institute of Religion w Los Angeles. Następnie podjął studia doktoranckie na Uniwersytecie Torontońskim, gdzie obronił dysertację poświęconą Andrzejowi ze Świętego Wiktora. Tam zainteresował się kwestią dialogu międzyreligijnego. W latach 1974–1991 był wykładowcą historii Żydów w Hebrew Union College-Jewish Institute of Religion. W latach 1992–2009 był profesorem filozofii i kultury żydowskiej na Wydziale Teologicznym Uniwersytetu Notre Dame. Tam zainicjował i prowadził interdyscyplinarny projekt edukacyjny dotyczący Holocaustu.
Michael Signer był aktywnym uczestnikiem dialogu między katolickimi księżmi a rabinami, nauczając biblistyki w katolickich seminariach duchownych i organizując spotkania katolików, protestantów i żydów. Miał wykłady na Uniwersytecie Humboldtów w Berlinie, Uniwersytecie Augsburskim, Katolickim Uniwersytecie Lubelskim, Papieskiej Akademii Teologicznej w Krakowie. Był autorem ogromnej liczby publikacji, artykułów encyklopedycznych, komentarzy do średniowiecznych pism biblistycznych, jak i współczesnych tekstów poświęconych kwestii dialogu. Był współautorem i jednym z 220 sygnatariuszy żydowskiej deklaracji o chrześcijanach i Kościele Dabru emet z roku 2000. W 2005 Polska Rada Chrześcijan i Żydów nadała mu tytuł Człowieka Pojednania. 
Michael Signer został pochowany 14 stycznia 2009 na Mount Sinai Memorial Park w Los Angeles. Miał żonę Betty i dwie córki: Alize i Hannę.